# Шорные акулы
Шорные акулы, или брахелуровые (лат. Brachaeluridae) — семейство хрящевых рыб отряда воббегонгообразных (Orectolobiformes). В него входят два рода, в которых числится по одному виду. Этими двумя видами являются пятнистые шорные акулы (Brachcaelurus waddi) и серо-голубые шорные акулы (Heteroscyllium colcloughi). Оба вида обитают в прибрежных водах восточной и северной Австралии. Название семейства происходит от др.-греч. βραχύς «короткий» и οὐρά «хвост».
Первая из них — активный в ночное время хищник, питающийся главным образом беспозвоночными и небольшими рыбками и проводящий дневное время в пещерах или каменных расщелинах. Тело взрослой акулы окрашено в коричневый цвет разных оттенков с небольшими белыми пятнами на спине и по бокам.
Примечательно, что когда рыбаки вытаскивают шорных акул из воды, те всегда закрывают свои глаза, за что в некоторых языках ошибочно называются «слепыми акулами».
Для этих акул характерны длинные усики, крупные брызгальца и бороздки вокруг ноздрей. Спинные плавники у них сближены. Шипы у их основания отсутствуют. Имеется анальный плавник. Основание второго спинного плавника расположено перед основанием анального плавника. Тело имеет цилиндрическую или слегка сжатую форму. Латеральные хребты отсутствуют. Голова широкая и слегка приплюснутая. Рыло широкое и закруглённое. Хвост довольно короткий. У края верхней лопасти имеется вентральная выемка. Нижняя лопасть не развита. Латеральные кили и прекаудальная выемка на хвостовом стебле отсутствует. Маленький поперечный рот расположен перед глазами. Глаза расположены дорсолатерально. Имеются окологлазничные впадины. Жаберные щели маленькие. Пятая жаберная щель расположена близко к четвёртой, но не перекрывает её. Спинные плавники равны по величине.
Шорные акулы размножаются яйцеживорождением. Их успешно содержат в неволе, где они могут прожить до 20 лет.

## Систематика
- Brachaelurus  Ogilby, 1908 — Пятнистые шорные акулы
  - Brachaelurus waddi (Bloch & J. G. Schneider, 1801) — Пятнистая шорная акула
- Heteroscyllium  Regan, 1908 — Серо-голубые шорные акулы
  - Heteroscyllium colcloughi  (Ogilby, 1908) — Серо-голубая шорная акула